# Osmar Ferreyra
Osmar Daniel Ferreyra (ur. 9 stycznia 1983 w Basavilbaso w prowincji Entre Ríos) – argentyński piłkarz, grający na pozycji pomocnika.

## Kariera piłkarska

### Kariera klubowa
W wieku 7 latu rozpoczął edukację piłkarską. W 1994 zauważony przez skautów River Plate, dokąd został zaproszony. Najpierw występował w drużynie juniorskiej, a w 2003 debiutował w podstawowej drużynie. Po dobrych występach na Młodzieżowych Mistrzostwach Świata w 2003, w styczniu 2004 został kupiony do CSKA Moskwa. W 2005 wypożyczony do PSV Eindhoven. Potem powrócił do Argentyny, gdzie bronił barw klubu San Lorenzo. W styczniu 2008 podpisał kontrakt z Dniprem Dniepropetrowsk. W lipcu 2011 powrócił do Argentyny, gdzie podpisał 3-letni kontrakt z Independiente.

## Kariera reprezentacyjna
Występował w młodzieżowej reprezentacji Argentyny U-23.

### Sukcesy
- zdobywca Pucharu UEFA: 2005
- mistrz Rosji: 2005
- wicemistrz Rosji: 2004
- mistrz Holandii: 2006
- mistrz Argentyny: 2007 (Clausura)
- złoty medalista Igrzysk Panamerykańskich: 2003